# セミョーン・ミハイロヴィチ (グルホフ公)
セミョーン（シメオン）・ミハイロヴィチ（ロシア語: Семён(Симеон) Михайлович）はグルホフ公家、またノヴォシリ公家の祖となった人物である。1246年よりグルホフ公。
『バルハトナヤ・クニーガ(ru)』（直訳：ベルベットの本。ロシア貴族の系譜を編纂した書籍。1587年編。）に基づけば、セミョーンはチェルニゴフ公ミハイルの三男であり、父ミハイルの死後チェルニゴフ公国を他の兄弟たちと分割相続して形成されたグルホフ公国の初代の公である。また同書によれば、セミョーンの子のロマン(ru)がノヴォシリ公、さらにオドエフ公の祖ということになる。
ただし、ノヴォシリ公ロマンは年代記では1375年の項に名が見られる人物であり、セミョーンとロマンの間には年齢差が開きすぎている。よって、セミョーンをチェルニゴフ公ミハイルの子とするなら、ロマンはそのセミョーンの子ではない可能性が高い。一方、セミョーンの親をミハイルであるとする史料には、他に『リューベチ・シノディク』がある。これらの史料の不整合性に対して、『リューベチ・シノディク』のミハイルはチェルニゴフ公ミハイルではなくその孫である（したがって、チェルニゴフ公ミハイル - セミョーン - ミハイル - セミョーン- ロマンという、一代ごとに同じ名前を交互に繰り返した家系である）とする説がある。
いずれにせよ、セミョーンの子孫がグルホフ公国とその分領公国を相続・統治したと考えられるが、具体的にセミョーンがどのような統治を行ったかについては記されていない。また、他にセミョーンの子とされる人物には、グルホフ公ミハイル(ru)、ノヴォシリ公アレクサンドル(ru)（1326年没）、ウスチエ公フセヴォロドがいる。